# Parafia św. Marka w Bydgoszczy
Parafia Świętego Marka w Bydgoszczy – rzymskokatolicka parafia w Bydgoszczy, erygowana w 1990 roku. Należy do dekanatu Bydgoszcz V. Prowadzą ją salezjanie.

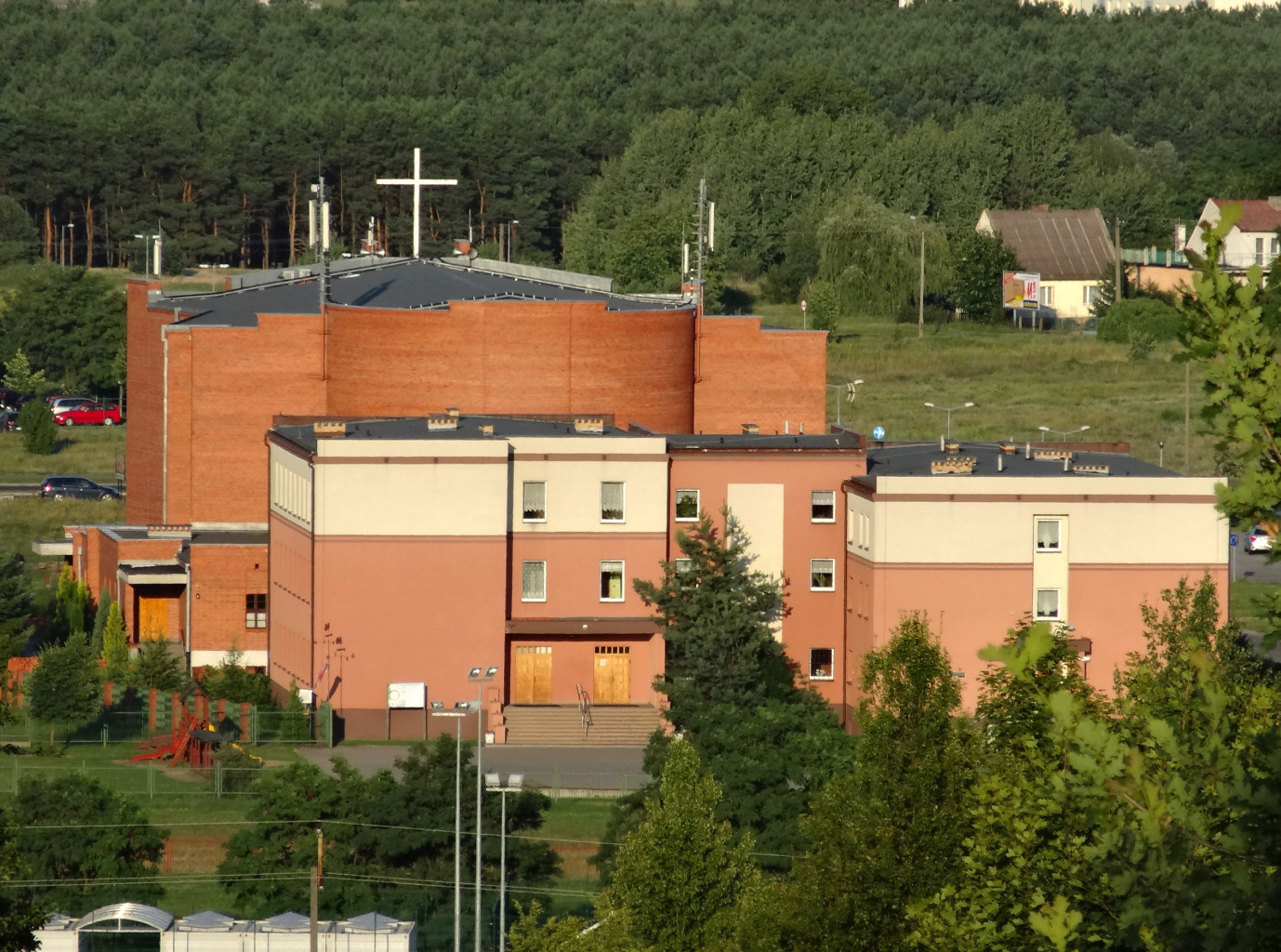
Widok kościoła ze Zbocza Fordońskiego